# Logiksynthese
Die Logiksynthese ist ein Bereich der technischen Informatik und Elektrotechnik/Nachrichtentechnik, der sich mit dem Entwurf von elektronischen Schaltungen beschäftigt, die eine boolesche Funktion realisieren. Basis ist die boolesche Algebra. Ziel ist es, aus den vielen Möglichkeiten zur Realisierung einer Booleschen Funktion die kostengünstigste zu finden. Für die Realisierung von Booleschen Funktionen durch ein PLA bedeutet kostengünstig, eine Boolesche Funktion mit möglichst wenig Zeilen (entsprechend den Monomen des Booleschen Ausdrucks) sowie insgesamt möglichst wenig Transistoren pro Zeile (entsprechend den Literalen des Booleschen Ausdrucks) zu finden. Dies wird mit dem Verfahren nach Quine und McCluskey oder der veralteten Methode des Karnaugh-Veitch-Diagramms erreicht.
Für FPGAs ist die Aufgabenstellung komplexer, da dieselbe Funktion aus verschiedenen Grundelementen des FPGA realisiert werden kann. Beispielsweise kann ein 4-Bit-Schieberegister aus:
- 4 Flipflops oder
- einem SRL16-Makro (16 bit Schieberegister) oder
- einem SRAM-Block

realisiert werden.
Fasst man die Funktion des Schieberegisters allgemeiner und benutzt dieses zur Parallel-Seriell-Wandlung sind weitere Realisierungsmöglichkeiten möglich:
- Multiplexer mit 2-Bit-Zähler
- Multiplizierer-Block

Für eine optimale Lösung sind hierbei die logischen Gleichungen um Randbedingungen (engl. constraints) zu ergänzen.
Bei der Entwicklung von digitalen integrierten Schaltkreisen, wie zum Beispiel Mikroprozessoren, ist die Logiksynthese einer von mehreren Entwurfsschritten.